# Balakong
Balakong – miasto we Malezji w stanie Selangor. W 2000 roku liczyło 49 592 mieszkańców.